# Jorge de León
Jorge Luis de León (né le 15 août 1987 à Azua de Compostela, Azua, République dominicaine) est un lanceur droitier des Ligues majeures de baseball qui a joué pour les Astros de Houston en 2013 et 2014.

## Carrière
Jorge de León signe son premier contrat professionnel en 2006 avec les Astros de Houston. Il lance principalement comme lanceur de relève, mais aussi à l'occasion comme lanceur partant durant ses quatre premières années en ligues mineures. Il fait ses débuts dans le baseball majeur avec les Astros le 9 août 2013. En 11 sorties comme releveur à son premier séjour avec Houston, il présente une moyenne de points mérités de 5,40 avec 6 retraits sur des prises en 10 manches lancées et encaisse une défaite. Il lance dans 8 parties en 2014 pour compléter son séjour chez les Astros avec une défaite en 19 matchs et une moyenne de points mérités de 5,19 en 17 manches et un tiers lancées. Le 9 octobre 2014, il est réclamé au ballottage par les Athletics d'Oakland.
Il rejoint les Dodgers de Los Angeles le 9 avril 2015.